# Brandebourg
Pour les articles homonymes, voir Brandebourg (homonymie).
 (février 2025).
Si vous disposez d'ouvrages ou d'articles de référence ou si vous connaissez des sites web de qualité traitant du thème abordé ici, merci de compléter l'article en donnant les références utiles à sa vérifiabilité et en les liant à la section « Notes et références ».
Le Brandebourg (en allemand : Brandenburg, en bas sorabe : Bramborska) est un Land de la République fédérale d'Allemagne.
État fédéré situé dans l'Est du pays, il entoure entièrement la ville-Land de Berlin, avec qui il constitue la région métropolitaine de Berlin-Brandebourg ; il est le dixième d'Allemagne en nombre d'habitants et le cinquième en superficie. Sa capitale est Potsdam et son ministre-président est le social-démocrate Dietmar Woidke depuis 2013. Il tire son nom de Brandebourg-sur-la-Havel où se trouve le siège du pouvoir à l'époque de l'établissement de la marche de Brandebourg.
Avec une densité de population de 86 hab./km2, le Brandebourg est le deuxième land le moins densément peuplé après celui de Mecklembourg-Poméranie-Occidentale. On y trouve les régions les plus pauvres d'Allemagne, certaines d'entre elles disposant d'un revenu moyen inférieur à celui de la Tchéquie. Néanmoins, grâce notamment à son histoire prussienne, c'est l'un des lands les mieux dotés en lieux de culture.

## Histoire
Le land de Brandebourg, issu de l'ancienne province de Brandebourg, est créé pour la première fois en 1947, lors de la dissolution de l'État libre de Prusse, et ne perdure que six années. Comme tous les lands est-allemands dans la République démocratique allemande (RDA), il est dissous à son tour en 1952 et remplacé par trois districts (Bezirke), unités administratives de la RDA : district de Cottbus, district de Francfort-sur-l'Oder et district de Potsdam.
Lors de la réunification allemande, le land de Brandebourg est reconstitué en 1990 à partir du territoire allemand de la province prussienne de Brandebourg, qui correspondait à la Marche de Brandebourg (Mark Brandenburg) à l'ouest de l'Oder. Le territoire de la marche de Brandebourg à l'est de l'Oder, nommé Nouvelle-Marche (Neumark), fait partie du territoire polonais depuis 1945. La Vieille-Marche (Altmark), qui anciennement formait une partie de la Marche de Brandebourg, puis de la Saxe prussienne, fait partie aujourd'hui du land de Saxe-Anhalt.

## Géographie

### Climat
Le climat du Brandebourg est qualifié d'océanique dégradé à forte influence continentale avec des saisons très marquées. La température moyenne annuelle est de 8,7 °C, le mois le plus froid est janvier avec une température moyenne de −1,1 °C, le mois le plus chaud est juillet avec une température moyenne de 18,4 °C.
La moyenne annuelle des précipitations s'élève à moins de 600 mm, ce qui rend le Brandebourg l'un des lands allemands les plus secs. La région de l'Oderbruch, sur les rives de l'Oder, est ainsi l'une des régions les plus sèches de l'Allemagne entière, avec des précipitations annuelles moyennes de moins de 500 mm. Bien que la plupart des précipitations se produisent en été et que les mois d'hiver et de printemps soient plutôt secs, les risques de feu de forêt sont assez élevés en été à cause de longues périodes sèches entre les occurrences de fortes pluies.
La durée moyenne d'ensoleillement est de 1 600 heures environ.
| Mois                     | jan. | fév. | mars | avril | mai  | juin | jui. | août | sep. | oct. | nov. | déc. | année |
| ------------------------ | ---- | ---- | ---- | ----- | ---- | ---- | ---- | ---- | ---- | ---- | ---- | ---- | ----- |
| Température moyenne (°C) | −1,1 | −0,3 | 3,3  | 8,3   | 13,4 | 16,8 | 18,4 | 17,7 | 14,2 | 8,9  | 4,2  | 0,7  | 8,7   |
| Précipitations (mm)      | 44   | 39   | 32   | 42    | 47   | 66   | 71   | 71   | 45   | 47   | 46   | 40   | 590   |

### Flore et faune
Des forêts de pins étendues ainsi que les landes qui se développent souvent dans les endroits anciennement utilisés par les armées soviétique et est-allemande sont typiques de la flore du Brandebourg, dont le sol est en majeure partie sablonneux.
En 2018, 512 incendies ont été recensés dans le Brandebourg, détruisant 1 700 hectares de forêt, ce qui en fait la pire année depuis plus de quatre décennies. L'année 2019 devrait être celle d'un nouveau record.

## Culture et éducation

### Culture

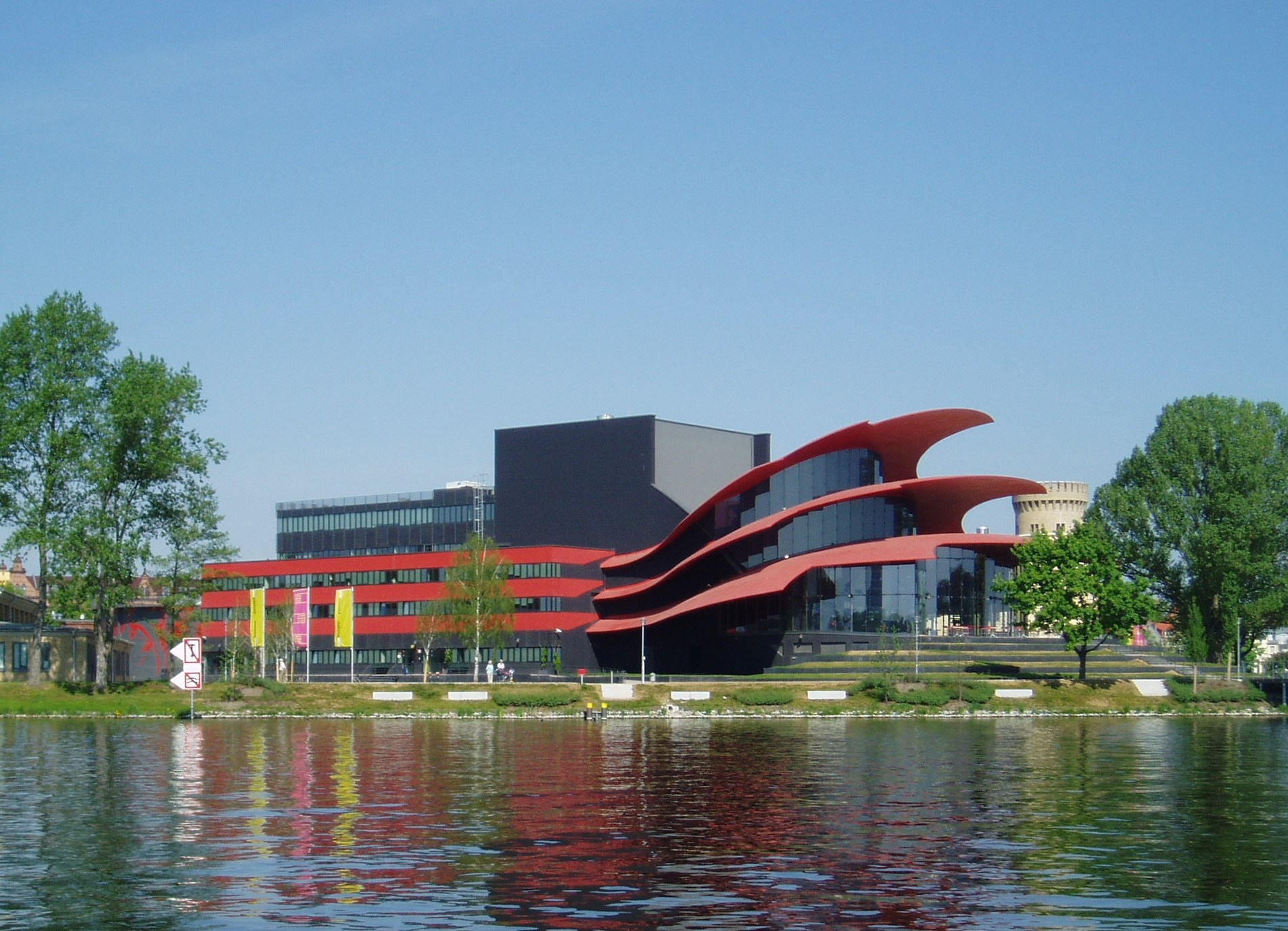
Le Hans-Otto-Theater à Potsdam, situé au bord de la Havel.

La vie culturelle ne se limite pas aux grandes villes du Brandebourg, mais se manifeste aussi fortement dans les divers festivals bien répartis à travers le land. Les festivals de musique classique et d'opéra au château de Rheinsberg, où Frédéric II de Prusse passa sa jeunesse, le festival Musiksommer de musique classique du XVIIe au XIXe siècle à l'ancien monastère de Chorin, et les festivals de théâtre et musique moderne au château de Neuhardenberg, près de Francfort-sur-l'Oder sont particulièrement remarquables.
Les grands théâtres en Brandebourg :
- Hans-Otto-Theater à Potsdam ;
- Staatstheater à Cottbus ;
- Uckermärkische Bühnen à Schwedt ;
- Brandenburger Theater à Brandebourg-sur-la-Havel.

L'hymne non officiel du Brandebourg est Märkische Heide, märkischer Sand.

### Enseignement supérieur
Les universités en Brandebourg :
- l'université de Potsdam ;

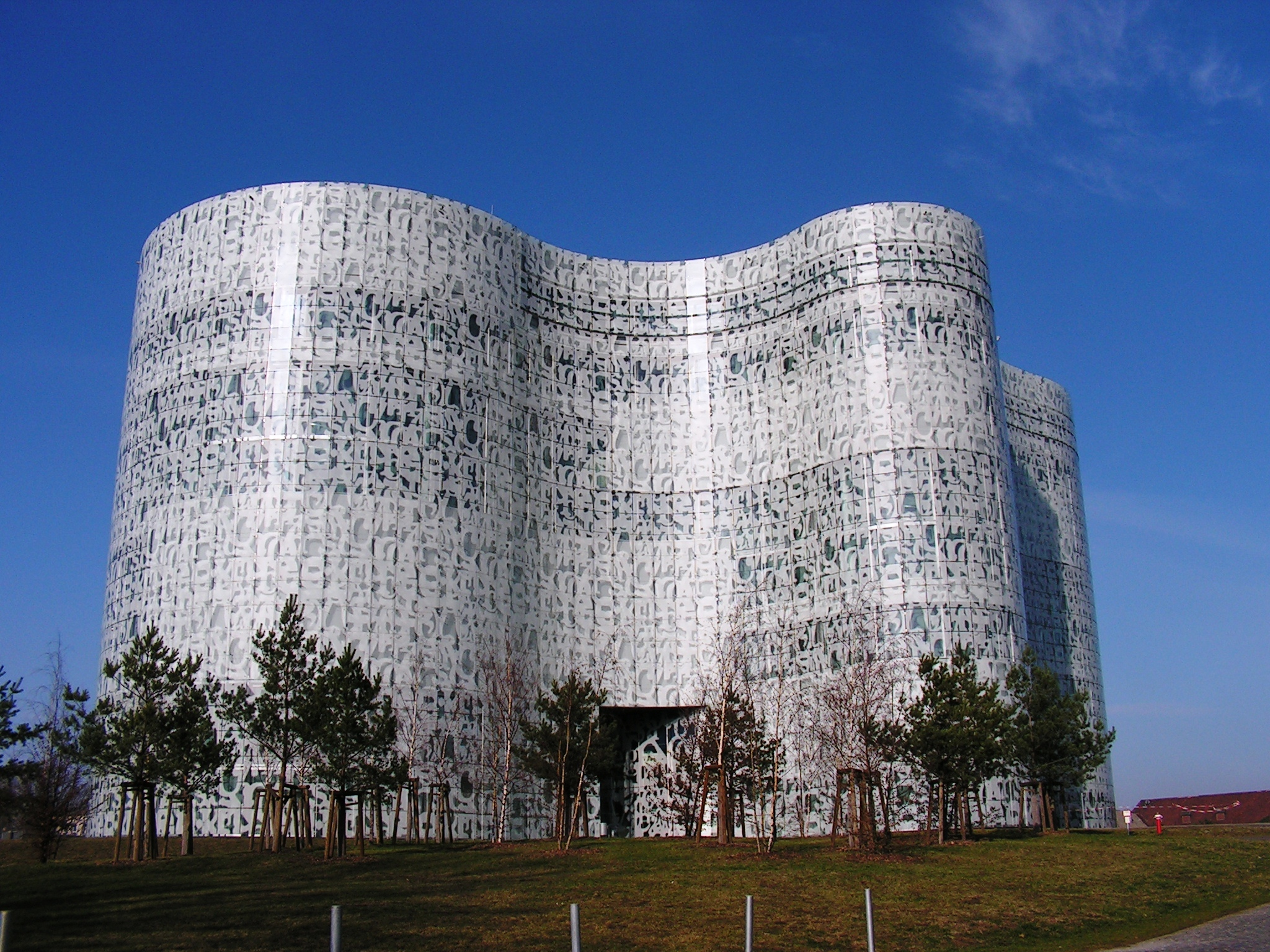
La bibliothèque universitaire de l'université technologique de Cottbus.

- l'université européenne Viadrina à Francfort-sur-l'Oder ;
- la Brandenburgische Technische Universität Cottbus (université technologique de Cottbus).

Les Fachhochschulen en Brandebourg :
- la Fachhochschule Brandenburg à Brandebourg-sur-la-Havel ;
- la Fachhochschule Eberswalde à Eberswalde ;
- la Fachhochschule Lausitz à Senftenberg et à Cottbus ;
- la Fachhochschule Potsdam à Potsdam ;
- la Technische Fachhochschule Wildau à Wildau ;
- la University of Management and Communication à Potsdam ;
- la Hochschule für Film und Fernsehen Konrad Wolf (École supérieure du film et de la télévision Konrad-Wolf) à Potsdam.

### Recherche
Après sa création qui a accompagné la réunification allemande, le Brandebourg s’est vu confier la mission de renforcer des institutions de recherche de qualité déjà existantes et d’encourager l’installation de nouveaux organismes. Entre-temps, le land dispose d’un paysage de la recherche compétitif, au moins à l’échelle nationale. La recherche brandebourgeoise est caractérisée par sa diversité. Les organismes de recherche coopèrent efficacement avec les trois universités et quatre écoles supérieures spécialisées du Land, qui mènent elles-mêmes des activités de recherche étendues, en définissant leurs objectifs et stratégie de recherche respectifs. Le Land se concentre également sur le développement de coopérations entre la science et l'économie, thème au centre de la « stratégie d'innovation commune aux lands Berlin et Brandebourg ».

### Forces de la région Berlin-Brandebourg
Une particularité du Brandebourg est la densité particulièrement forte d’organismes de recherche extra-universitaires, associée à la présence de nombreuses universités dans la métropole de Berlin-Brandebourg. Ainsi, la région se caractérise par les multiples coopérations étroites entre organismes de recherche et universités brandebourgeois et berlinois. Le renforcement continu du paysage scientifique de Berlin-Brandebourg s’appuie non seulement sur cette multitude de coopérations, mais également sur la concertation régulière des ministères compétents des deux lands. En 1992, Berlin et le Brandebourg ont signé un accord sur la création de l’Académie des Sciences de Berlin-Brandebourg (Berlin-Brandenburgische Akademie der Wissenschaften – BBAW). Depuis, cette académie est devenue un miroir des possibilités et ressources scientifiques de la région.
La politique de la recherche et de l’innovation est l’une des priorités du gouvernement du Land de Brandebourg. Ses principaux objectifs en la matière sont :
- une amélioration de la compétitivité nationale et internationale de la recherche dans le Brandebourg ;
- la poursuite de l'intensification de la qualité de la recherche ;
- le renforcement de la force d'innovation de la recherche, afin d'atteindre les objectifs économiques fixés ;
- le développement d’alliances et de réseaux de recherche et de coopérations entre les universités, les institutions de recherche extra-universitaires et l’industrie ;
- une valorisation active des résultats de la recherche, en particulier par la valorisation de brevets inter-universités et le soutien aux créations d’entreprises ;
- la définition d’un profil permettant de renforcer la recherche fondamentale et appliquée dans les universités ;
- une plus forte internationalisation de la recherche ;
- la préservation de la qualité, notamment grâce à un tissu plus dense d’évaluations internes et externes, permettant des comparaisons nationales et internationales ;
- une formation d’excellence de la relève scientifique ;
- le développement des universités brandebourgeoises vers des universités favorables à la vie familiale et le soutien actif aux femmes engagées dans les sciences et la recherche.

## Politique

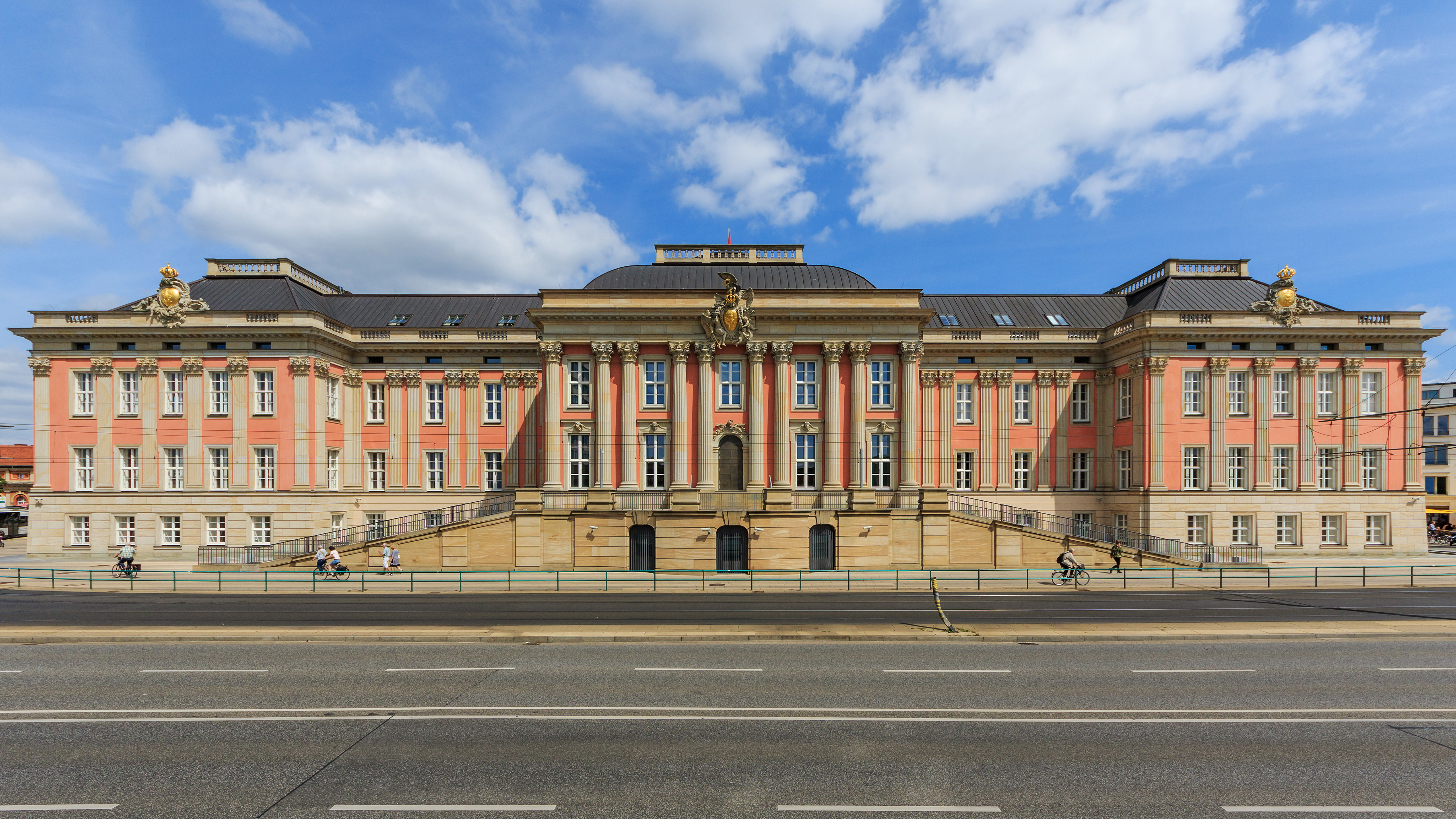
Le Landtag de Brandebourg.

Le Brandebourg est un État fédéré (en allemand : Land) de la République fédérale d'Allemagne. Sa capitale est Potsdam.

### Institutions
La Constitution (en allemand : Verfassung des Landes Brandenburg) de 1992 institue un régime parlementaire.
Le gouvernement (en allemand : Brandenburgische Landesregierung), dirigé par le ministre-président, exerce le pouvoir exécutif. Il est responsable devant le Landtag, qui assume le pouvoir législatif et a son siège au château de Potsdam. La Cour constitutionnelle (en allemand : Verfassungsgericht) veille au respect du texte constitutionnel et protège les droits fondamentaux.

### Situation politique
L'actuel ministre-président est Dietmar Woidke, depuis le 29 juillet 2013. Il appartient au Parti social-démocrate d'Allemagne (SPD) et gouverne avec le soutien d'une « coalition rouge-violette » qui l'associe à l'Alliance Sahra Wagenknecht - Pour la raison et la justice (BSW).
Les élections régionales du 22 septembre 2024 enregistrent 72,9 % de participation.

## Arrondissements et villes-arrondissements

Arrondissements du Brandebourg, au milieu est situé le Land de Berlin.

Depuis 1993, le land de Brandebourg comprend quatorze arrondissements et quatre villes-arrondissements. Aucun arrondissement n'est nommé d'après son chef-lieu, ce qui est une exception parmi les lands allemands.
Le nombre de communes du Brandebourg est de 419, dont 108 villes et quatre villes-arrondissements.
| N°                                                              | Blason | Arrondissement                                                        | Immatriculation | Chef-lieu          | Habitants | Superficie   |
| --------------------------------------------------------------- | ------ | --------------------------------------------------------------------- | --------------- | ------------------ | --------- | ------------ |
|                                                                 |        |                                                                       |                 |                    |           |              |
| 1.                                                              |        | Arrondissement de Barnim                                              | BAR             | Eberswalde         | 188 835   | 1 479,59 km2 |
| 2.                                                              |        | Arrondissement de Dahme-Forêt-de-Spree (Dahme-Spreewald)              | LDS             | Lübben (Spreewald) | 175 834   | 2 274,52 km2 |
| 3.                                                              |        | Arrondissement d'Elbe-Elster                                          | EE              | Herzberg (Elster)  | 100 317   | 1 899,18 km2 |
| 4.                                                              |        | Arrondissement du Pays de la Havel (Havelland)                        | HVL             | Rathenow           | 165 906   | 1 727,32 km2 |
| 5.                                                              |        | Arrondissement de Märkisch-Pays de l'Oder (Märkisch-Oderland)         | MOL             | Seelow             | 197 965   | 2 158,65 km2 |
| 6.                                                              |        | Arrondissement de Haute-Havel (Oberhavel)                             | OHV             | Oranienbourg       | 215 795   | 1 808,18 km2 |
| 7.                                                              |        | Arrondissement de Haute-Forêt-de-Spree-Lusace (Oberspreewald-Lausitz) | OSL             | Senftenberg        | 107 558   | 1 223,47 km2 |
| 8.                                                              |        | Arrondissement d'Oder-Spree                                           | LOS             | Beeskow            | 179 245   | 2 256,75 km2 |
| 9.                                                              |        | Arrondissement de Prignitz-de-l'Est-Ruppin (Ostprignitz-Ruppin)       | OPR             | Neuruppin          | 98 829    | 2 526,49 km2 |
| 10.                                                             |        | Arrondissement de Potsdam-Mittelmark                                  | PM              | Belzig             | 219 521   | 2 592,02 km2 |
| 11.                                                             |        | Arrondissement de Prignitz                                            | PR              | Perleberg          | 75 574    | 2 138,53 km2 |
| 12.                                                             |        | Arrondissement de Spree-Neisse (Spree-Neiße)                          | SPN             | Forst (Lausitz)    | 111 955   | 1 656,98 km2 |
| 13.                                                             |        | Arrondissement de Teltow-Fläming                                      | TF              | Luckenwalde        | 172 545   | 2 104,2 km2  |
| 14.                                                             |        | Arrondissement d'Uckermark                                            | UM              | Prenzlau           | 117 336   | 3 077,03 km2 |
| Les villes-arrondissements (kreisfreie Städte) du Brandebourg : |        |                                                                       |                 |                    |           |              |
| 1.                                                              |        | Brandebourg-sur-la-Havel                                              | BRB             |                    | 72 461    | 229,72 km2   |
| 2.                                                              |        | Cottbus                                                               | CB              |                    | 98 359    | 165,62 km2   |
| 3.                                                              |        | Francfort-sur-l'Oder                                                  | FF              |                    | 56 679    | 147,85 km2   |
| 4.                                                              |        | Potsdam                                                               | P               |                    | 183 154   | 188,24 km2   |

### Régions NUTS
À partir de 2007, le Brandebourg est divisé selon la nomenclature des unités territoriales statistiques (NUTS-2) en deux régions qui regroupent les arrondissements comme suit :
| - Brandebourg-Nord-Est (Région NUTS-2) - Prignitz-Oberhavel - 06 Arrondissement de Haute-Havel (Oberhavel) - 09 Arrondissement de Prignitz-de-l'Est-Ruppin (Ostprignitz-Ruppin) - 11 Arrondissement de Prignitz - Uckermark-Barnim - 01 Arrondissement de Barnim - 14 Arrondissement d'Uckermark - Oderland-Spree - Ville-arrondissement Francfort-sur-l'Oder - 05 Arrondissement de Märkisch-Pays de l'Oder (Märkisch-Oderland) - 08 Arrondissement d'Oder-Spree | - Brandebourg-Sud-Ouest (Région NUTS-2) - Lausitz-Spreewald - Ville-arrondissement Cottbus - 02 Arrondissement de Dahme-Forêt-de-Spree (Dahme-Spreewald) - 03 Arrondissement d'Elbe-Elster - 07 Arrondissement de Haute-Forêt-de-Spree-Lusace (Oberspreewald-Lausitz) - 12 Arrondissement de Spree-Neisse (Spree-Neiße) - Havelland-Fläming - Ville-arrondissement Brandebourg-sur-la-Havel - Ville-arrondissement Potsdam - 04 Arrondissement du Pays de la Havel (Havelland) - 10 Arrondissement de Potsdam-Mittelmark - 13 Arrondissement de Teltow-Fläming |